# Un garibaldien au couvent
Pour plus de détails, voir Fiche technique et Distribution.
Un garibaldien au couvent (Un garibaldino al convento en italien) est un film italien réalisé par Vittorio De Sica, sorti en 1942.

## Synopsis
Une femme âgée se remémore tendrement et mélancoliquement son histoire d'amour tragique avec un Garibaldien blessé dont elle s'est occupé dans un couvent lorsqu'elle était jeune fille.

## Fiche technique

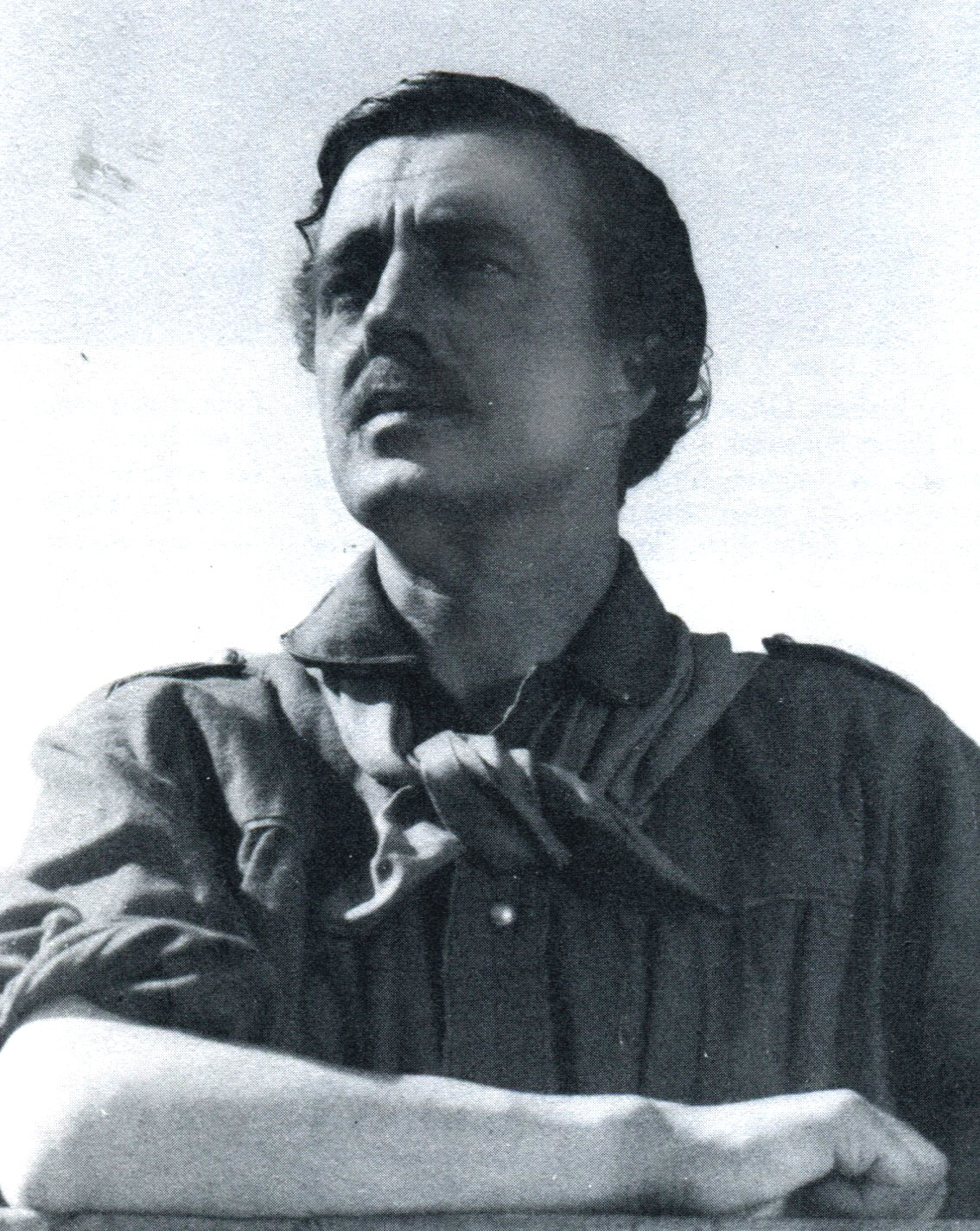
Vittorio De Sica.

- Titre original : Un garibaldino al convento
- Titre français : Un garibaldien au couvent
- Réalisation : Vittorio De Sica
- Scénario : Renato Angiolillo, Adolfo Franci
- Musique : Renzo Rossellini
- Pays de production : Royaume d'Italie
- Format : Noir et blanc
- Genre : Drame, Comédie, Film historique, Film romantique
- Durée : 83 minutes
- Date de sortie : 
  - Royaume d'Italie (1861-1946) : 10 mars 1942

## Distribution
- Leonardo Cortese : Il conte Franco Amidei
- María Mercader : Mariella Dominiani
- Carla Del Poggio : Caterinetta Bellelli
- Fausto Guerzoni : Tiepolo, Il guardiano del convento
- Olga Vittoria Gentilli : La marchesa Dominiani
- Federico Collino : Giacinto Bellelli
- Clara Auteri Pepe : Geltrude Corbetti
- Elvira Betrone : La madre superiora
- Dina Romano : Suor Ignazia
- Lamberto Picasso : Giovanni Bellelli
- Armando Migliari : Raimondo Bellelli
- Achille Majeroni : Il governatore
- Miguel del Castillo : Il capitano borbonico
- Fritz Kraenke (en) : Mariella anziana
- Adele Mosso : Caterinetta anziana
- Vittorio De Sica : Nino Bixio (non crédité)
- Giulio Tempesti : Filippo (non crédité)